# V načale slavnych del
V načale slavnych del (В начале славных дел) è un film del 1980 diretto da Sergej Apollinarievič Gerasimov.

## Trama
Pietro il primo inizia la costruzione della flotta in modo che la Russia abbia accesso al mare. Ciò causa malcontento tra i boiardi.